# Ароматнівська сільська рада
Арома́тнівська сільська́ ра́да — адміністративно-територіальна одиниця та орган місцевого самоврядування в Білогірському районі Автономної Республіки Крим. Адміністративний центр — село Ароматне.

## Загальні відомості
Сільрада утворена у 1954 році. Населення за підсумками перепису населення (2001) становило 2430 осіб. Територія сільради знаходиться у передгір'ї Внутрішньої гряди Кримських гір, у долинах Зуї та Бурульчі

## Населені пункти
Сільській раді були підпорядковані населені пункти:
- с. Ароматне
- с. Красногірське
- с. Курортне

## Склад ради
Рада складалася з 16 депутатів та голови.
- Голова ради: Перелович Галина Яношівна
- Секретар ради: Сухоребра Наталія Михайлівна

### Керівний склад попередніх скликань
| Прізвище, ім'я, по батькові | Основні відомості                                                                     | Дата обрання | Дата звільнення |
| --------------------------- | ------------------------------------------------------------------------------------- | ------------ | --------------- |
| Перелович Галина Яношівна   | Сільський голова, 1963 року народження, освіта незакінчена вища, член Партії регіонів | 26.03.2006   | 31.10.2010      |
| Перелович Галина Яношівна   | Сільський голова, 1963 року народження, освіта незакінчена вища, позапартійна         | 31.10.2010   |                 |

Примітка: таблиця складена за даними сайту Верховної Ради України

### Депутати
За результатами місцевих виборів 2010 року депутатами ради стали:

#### За суб'єктами висування
| Суб'єкт висування           | Кількість обраних депутатів | %    |
| --------------------------- | --------------------------- | ---- |
| Партія регіонів             | 9                           | 56,3 |
| Самовисування               | 6                           | 37,5 |
| Комуністична партія України | 1                           | 6,3  |

#### За округами
| № округу                    | Прізвище, ім'я, по батькові       | Дата визнання обраним | Освіта  | Партійна приналежність            | Відомості про обраного депутата                        |
| --------------------------- | --------------------------------- | --------------------- | ------- | --------------------------------- | ------------------------------------------------------ |
| Комуністична партія України |                                   |                       |         |                                   |                                                        |
| 6                           | Сухоребра Лілія Антонівна         | 14.11.2010            | вища    | член Комуністичної партії України | Ароматнівська сільська рада, бухгалтер                 |
| Партія регіонів             |                                   |                       |         |                                   |                                                        |
| 1                           | Хуторна Тетяна Володимірівна      | 02.11.2010            | вища    | член Партії регіонів              | тер. центр Білогірськ                                  |
| 3                           | Кіргізова Ксенія Геннадіївна      | 02.11.2010            | вища    | член Партії регіонів              | м. Сімферополь, вчитель                                |
| 4                           | Кудінов Іван Вікторович           | 02.11.2010            | вища    | член Партії регіонів              | ЛКХ с. Ароматне                                        |
| 7                           | Гібнер Наталія Володимирівна      | 02.11.2010            | середня | член Партії регіонів              | ЧП «Демирова», продавець                               |
| 9                           | Крючкова Лариса Володимирівна     | 02.11.2010            | вища    | член Партії регіонів              | дитячий садок, с. Ароматне, вихователь                 |
| 10                          | Демирова Тетяна Вікторівна        | 02.11.2010            | середня | член Партії регіонів              | м. Симферополь, медсестра                              |
| 11                          | Чірак Віктор Петрович             | 02.11.2010            | середня | член Партії регіонів              | ЛКХ с. Ароматне                                        |
| 14                          | Рудь Валерій Павлович             | 02.11.2010            | середня | член Партії регіонів              | ЛКХ с. Курортне                                        |
| 15                          | Малодиренко Ірина Володимирівна   | 02.11.2010            | середня | член Партії регіонів              | клуб, с. Красногір'я, завідувачка                      |
| Самовисування               |                                   |                       |         |                                   |                                                        |
| 2                           | Ключанський Валерій Володимирович | 02.11.2010            | вища    | позапартійний                     | пенсіонер                                              |
| 5                           | Сухоребра Наталія Михайлівна      | 02.11.2010            | вища    | позапартійна                      | Ароматнівська сільська рада, спеціаліст землевпорядник |
| 8                           | Ясинський Олександр Васильович    | 02.11.2010            | вища    | позапартійний                     | ЧП «Ясинський», директор                               |
| 12                          | Усманов Шевкет Сафітович          | 02.11.2010            | вища    | позапартійний                     | пенсіонер                                              |
| 13                          | Мурашко Надія Миколаївна          | 02.11.2010            | вища    | позапартійна                      | пенсіонер                                              |
| 16                          | Малая Любов Василівна             | 02.11.2010            | вища    | позапартійна                      | загальноосвітня школа І—ІІ ст., бібліотекар            |